# روبرت بلينكو
روبرت بلينكو (1792-1860) مؤلف إنجليزي ومشغل أطفال سابق. اشتهر خلال ثلاثينيات القرن التاسع عشر بسيرته الذاتية الشعبية، مذكرات روبرت بلينكو، وهو سرد لطفولته قضاها في أحد المنازل. ومع ذلك، هناك بعض الشكوك حول ما إذا كان يمكن اعتبار هذه الملاحظة التفصيلية لحياة بلينكو المبكرة «سيرة ذاتية». وفقا لجون والر، في كتابه أوليفر تويست الحقيقي، وقال قصة حياته لجون براون، الذي كتب مخطوطة من السيرة الذاتية لبلينكو قبل الانتحار في وقت لاحق من نفس العام. لكن براون كان قد أعطى مخطوطته لصديق له، ريتشارد كارليل، الذي نشر الكتاب الناتج، مذكرات روبرت بلينكو، في خمس حلقات في مجلته الأسد في عام 1832.

## النشأة
ولد روبرت بلينكو حوالي عام 1792. وبحلول عام 1796 كان يتيما ويعيش في منزل سانت بانكراس في لندن. والداه غير معروفين في سن السادسة تم إرساله للعمل كصبي مدخنة، مساعد كناس مدخنة، ولكن سيده سرعان ما أعاده إلى العمل.
في أغسطس 1799، في سن السابعة، تم بيعه للعمل كزبال بغل في مطحنة غونالستون، وهي مطحنة قطن من C.W. و F. Lambert في لودام، بالقرب من نوتنغهام. ووفقا لمذكراته اللاحقة، كان واحدا من 80 طفلا في السابعة من العمر باعهم بيت عمل سانت بانكراس إلى «المتدربين» في الأبرشية. سافروا إلى هناك في عربات لمدة خمسة أيام. ظاهريا كان من المفترض أن يتم تعليمهم لتحسين حياتهم، ولكن هذا لم يحدث أبدا.
كان بلينكو والآخرون يعيشون في مهجع، وكان طعامهم يتألف من العصيدة والخبز الأسود. كانوا يعملون 14 ساعة في اليوم، ستة أيام في الأسبوع. كانت أول وظيفة لبلينكو هي التقاط نفايات القطن الفضفاضة من إطارات الغزل عندما كانت الآلة تعمل، حتى في مواجهة الإصابة. لقد فقد نصف إصبع وضرب المشرفون الأطفال على أدنى استفزاز. وذكر بلينكو في وقت لاحق أنه فكر في الانتحار عدة مرات. عندما هرب بلينكو وحاول الفرار إلى لندن، تعرف عليه خياط كان يعمل في بعض الأحيان في الطاحونة وسحبه إلى الخلف.
في عام 1802، عندما تم إغلاق مطحنة لودام، تم إرسال بلينكو وآخرين إلى مطحنة ليتون في ديربيشاير. وظل التعامل على حاله.

## الحياة في وقت لاحق
أكمل بلينكو تدريبه المهني الفعال في نسج الأسهم في عام 1813 وعمل كعامل بالغ حتى عام 1817. ثم غادر لتأسيس عمله الخاص في غزل القطن. في عام 1819، تزوج من امرأة تدعى مارثا.

## الكتابة
في عام 1822، التقى الصحفي جون براون ببلينكو وقابله في مقال عن عمل الأطفال. قرر براون كتابة سيرة بلينكو وأعطاها للناشط الاجتماعي ريتشارد كارليل. في عام 1828، قرر كارليل نشر الحكاية في صحيفته الأسد في خمس حلقات أسبوعية بين 25 يناير و 22 فبراير ومحامي الرجل الفقير. كشف الكتاب عن الظروف السيئة في مصانع القطن، وبعد إعادة الطباعة مباشرة في عام 1832، حققت الحكومة في المطاحن.
تم تدمير آلات الغزل بلينكو في حريق في عام 1828. المعدمين وغير قادرين على دفع ديونه، وسجن في قلعة لانكستر لبعض الوقت. وبعد إطلاق سراحه، أصبح تاجر نفايات قطنية. وقد نجح هذا العمل أخيرا، وتمكن من دفع تكاليف تعليم أطفاله الثلاثة.
في عام 1832، نشر جون دوهرتي مذكرات روبرت بلينكو في شكل كتيب. في مقابلة مع لجنة توظيف الأطفال في المصانع في عام 1832، ذكر أنه يفضل أن يرى أطفاله ينقلون إلى أستراليا على وضعهم للعمل في المصانع.

## الموت والإرث
توفي بلينكو من التهاب الشعب الهوائية في منزل ابنته في عام 1860.
وقد أكد المؤرخ جون والر أن تشارلز ديكنز تستند شخصيته أوليفر تويست على بلينكو، ولكن لا يوجد دليل وثائقي أو سردي ثابت أن ديكنز قد سمع من بلينكو.